# Ezión-geber

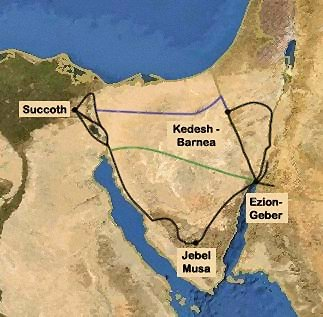
Mapa con posibles rutas del Éxodo, mostrando la ubicación de Ezión-geber.

Ezión-geber (en hebreo: עציון גבר) fue una ciudad de la Edad Antigua, puerto de Edom sobre el mar Rojo, en el extremo norte del actual golfo de Eilat, en lo que hoy es la ciudad Israeli de Eilat. 
La ciudad de Ezión-geber es mencionada seis veces en el Tanaj. Unas ruinas en Tel el-Kheleifeh fueron identificadas como Ezión-geber por el explorador alemán F. Frank y posteriormente excavadas por Nelson Gluck, quien creía haber confirmado la identificación. Una revaluación posterior dató las ruinas en un periodo entre los siglos VIII y VI a. C, con una ocupación continua a partir del siglo IV a. C. pero recientes análisis de las cerámicas del sitio sugieren que la ocupación en el lugar comenzó hacia los siglos XIII y XII a. C. De acuerdo al Libro de los Números, Ezión-geber fue una de las primeras estaciones donde los israelitas acamparon tras el Éxodo de Egipto.
Las naves de Salomón e Hiram comenzaron desde este puerto su viaje a Ofir. Ezión-geber fue el principal puerto para el comercio de Israel con los países litorales del mar Rojo y del océano Índico. Según el Segundo Libro de las Crónicas, Josafat, rey de Judá, se alió con Ocozías, rey de Israel, para fabricar barcos en Ezión-geber; pero Dios desaprobó esta alianza, y los barcos fueron destruidos en el puerto.
 

En I Reyes 9:26-29 dice:

El rey Salomón también construyó una flota en Ezión-geber, que está cerca de Elot, en la ribera del mar Rojo, en la tierra de Edom.
Y envió Hiram a sus siervos con la flota, marineros que conocían el mar, junto con los siervos de Salomón.
Y fueron a Ofir, y de allí tomaron cuatrocientos veinte talentos de oro que llevaron al rey Salomón.